# Copa Sul de Futebol Sub-20 de 2024
A Copa Sul Sub-20 de 2024 foi a edição inaugural deste evento esportivo, um torneio estadual de futebol de base organizado pela Federação Catarinense de Futebol (FCF), em parceria com a Federação Paranaense de Futebol (FPF).
O torneio consistiu em quatro fases distintas e contou com a participação de 12 clubes, ocorrendo entre 6 de setembro e 21 de novembro. A fase inicial dividiu os participantes em dois grupos, cada um composto por clubes de um único estado, nos quais os clubes enfrentaram os adversários da chave oposta em partidas de turno. Nas fases seguintes, a classificação para a etapa seguinte foi determinada pelo resultado agregado das duas partidas, levando à redução progressiva do número de clubes até a disputa da final.
O título da edição foi conquistado pelo Athletico Paranaense, que derrotou o Marcílio Dias na decisão, vencendo a partida final por 4 a 1, após um empate sem gols no primeiro jogo.

## Formato e participantes
Inicialmente, a Copa Sul Sub-20 teria a participação de clubes dos três estados da região Sul, com base em seus desempenhos nos campeonatos estaduais. No entanto, a participação dos clubes do Rio Grande do Sul foi inviabilizada devido às enchentes que atingiram o estado no primeiro semestre de 2024.
A primeira edição do campeonato contou com a participação de 12 clubes, divididos em dois grupos de seis. Um grupo foi composto exclusivamente por clubes catarinenses, e o outro, exclusivamente por clubes paranaenses. A primeira fase consistiu em seis rodadas, com os clubes de um grupo enfrentando os do outro. Ao final, os quatro melhores de cada grupo se classificaram para as quartas de final. A partir dessa fase, os jogos passaram a ser disputados em sistema de ida e volta até a final, onde o vencedor foi coroado campeão da edição. Abaixo, as informações básicas dos participantes:
| Estado         | Equipe               |
| -------------- | -------------------- |
| Paraná         | Athletico Paranaense |
| Paraná         | Azuriz               |
| Paraná         | Coritiba             |
| Paraná         | FC Cascavel          |
| Paraná         | Operário-PR          |
| Paraná         | Patriotas            |
| Santa Catarina | Avaí                 |
| Santa Catarina | Brusque              |
| Santa Catarina | Criciúma             |
| Santa Catarina | Figueirense          |
| Santa Catarina | Hercílio Luz         |
| Santa Catarina | Marcílio Dias        |

## Primeira fase
A fase de grupos começou em 6 de setembro, com a partida inaugural entre Azuriz e Marcílio Dias, realizada no estádio Hélio Wippel, em Itajaí. O clube catarinense venceu com uma goleada de 4 a 0. A fase foi concluída em 12 de outubro, com a classificação para as quartas de final dos seguintes clubes: Athletico, Avaí, Azuriz, Criciúma, FC Cascavel, Figueirense, Marcílio Dias e Operário.

## Fases finais
Encerrada a primeira fase, os oito classificados foram organizados em quatro confrontos eliminatórios, com os clubes se enfrentando dentro das chaves de seus respectivos estados. O Marcílio Dias garantiu a primeira vaga na semifinal ao vencer o Avaí, enquanto o Athletico eliminou o FC Cascavel e o Operário superou o Azuriz. Por fim, o Criciúma conquistou a última vaga ao eliminar o Figueirense.
A semifinal teve início em 5 de novembro, com o confronto paranaense entre Athletico e Operário. O primeiro jogo, realizado no estádio Germano Krüger, terminou com vitória do time da casa por 3 a 2. Contudo, o Athletico reagiu no segundo jogo, goleando o adversário por 4 a 0 e revertendo a desvantagem no placar agregado. O confronto catarinense entre Criciúma e Marcílio Dias teve início em 10 de novembro. O Criciúma venceu o jogo realizado em Nova Veneza por 1 a 0, mas, assim como na outra semifinal, o adversário reverteu a desvantagem no jogo de volta. Após vencer por 2 a 1, o Marcílio Dias garantiu a classificação nas penalidades.
Com os resultados da semifinal, Athletico e Marcílio Dias disputaram a decisão do campeonato. O primeiro jogo foi realizado em 18 de novembro, no estádio Doutor Hercílio Luz, conhecido como o Gigantão das Avenidas, na cidade de Itajaí, em Santa Catarina. Os clubes empataram sem gols, o que deixou a decisão em aberto para o jogo de volta, a finalíssima do campeonato, que ocorreu três dias depois, em 21 de novembro, no estádio Mário Celso Petraglia, conhecido como Ligga Arena, na capital paranaense. O Athletico venceu o adversário por 4 a 1, com dois gols de Felipe Chiqueti, um de Ataíde e outro de Juliano Santini, garantindo o título da Copa Sul Sub-20.
|  | Quartas de final     | Quartas de final     | Quartas de final   | Quartas de final   |       |             | Semifinais         | Semifinais         | Semifinais         | Semifinais         |  |               | Final               | Final               | Final               | Final               |  |  |
|  | 17 a 30 de outubro   | 17 a 30 de outubro   | 17 a 30 de outubro | 17 a 30 de outubro |       |             | 5 a 13 de novembro | 5 a 13 de novembro | 5 a 13 de novembro | 5 a 13 de novembro |  |               | 18 e 21 de novembro | 18 e 21 de novembro | 18 e 21 de novembro | 18 e 21 de novembro |  |  |
|  |                      |                      |                    |                    |       |             |                    |                    |                    |                    |  |               |                     |                     |                     |                     |  |  |
|  | Figueirense          | 0                    | 1                  | 1                  |       |             |                    |                    |                    |                    |  |               |                     |                     |                     |                     |  |  |
|  | Criciúma             | 3                    | 0                  | 3                  |       |             |                    |                    |                    |                    |  |               |                     |                     |                     |                     |  |  |
|  | Criciúma             | 3                    | 0                  | 3                  |       | Criciúma    | 1                  | 1                  | 2 (4)              |                    |  |               |                     |                     |                     |                     |  |  |
|  |                      |                      |                    |                    |       | Criciúma    | 1                  | 1                  | 2 (4)              |                    |  |               |                     |                     |                     |                     |  |  |
|  |                      | Marcílio Dias (p.)   | 0                  | 2                  | 2 (5) |             |                    |                    |                    |                    |  |               |                     |                     |                     |                     |  |  |
|  | Avaí                 | Marcílio Dias (p.)   | 0                  | 2                  | 2 (5) | 1           | 0                  | 1                  |                    |                    |  |               |                     |                     |                     |                     |  |  |
|  | Avaí                 |                      |                    |                    |       | 1           | 0                  | 1                  |                    |                    |  |               |                     |                     |                     |                     |  |  |
|  | Marcílio Dias        | 2                    | 4                  | 6                  |       |             |                    |                    |                    |                    |  |               |                     |                     |                     |                     |  |  |
|  | Marcílio Dias        | 2                    | 4                  | 6                  |       |             |                    |                    |                    |                    |  | Marcílio Dias | 0                   | 1                   | 1                   |                     |  |  |
|  |                      |                      |                    |                    |       |             |                    |                    |                    |                    |  | Marcílio Dias | 0                   | 1                   | 1                   |                     |  |  |
|  |                      | Athletico Paranaense | 0                  | 4                  | 4     |             |                    |                    |                    |                    |  |               |                     |                     |                     |                     |  |  |
|  | Operário-PR          | Athletico Paranaense | 0                  | 4                  | 4     | 5           | 4                  | 9                  |                    |                    |  |               |                     |                     |                     |                     |  |  |
|  | Operário-PR          |                      |                    |                    |       | 5           | 4                  | 9                  |                    |                    |  |               |                     |                     |                     |                     |  |  |
|  | Azuriz               | 1                    | 2                  | 3                  |       |             |                    |                    |                    |                    |  |               |                     |                     |                     |                     |  |  |
|  | Azuriz               | 1                    | 2                  | 3                  |       | Operário-PR | 3                  | 0                  | 3                  |                    |  |               |                     |                     |                     |                     |  |  |
|  |                      |                      |                    |                    |       | Operário-PR | 3                  | 0                  | 3                  |                    |  |               |                     |                     |                     |                     |  |  |
|  |                      | Athletico Paranaense | 2                  | 4                  | 6     |             |                    |                    |                    |                    |  |               |                     |                     |                     |                     |  |  |
|  | FC Cascavel          | Athletico Paranaense | 2                  | 4                  | 6     | 0           | 2                  | 2                  |                    |                    |  |               |                     |                     |                     |                     |  |  |
|  | FC Cascavel          |                      |                    |                    |       | 0           | 2                  | 2                  |                    |                    |  |               |                     |                     |                     |                     |  |  |
|  | Athletico Paranaense | 2                    | 2                  | 4                  |       |             |                    |                    |                    |                    |  |               |                     |                     |                     |                     |  |  |

- As equipes que estão na parte superior do confronto possuem o mando de campo no primeiro jogo e em negrito as equipes classificadas.

### Gerais
- «Resultados da Copa Sul Sub-20 de 2024». Federação Catarinense de Futebol. Consultado em 3 de dezembro de 2024. Cópia arquivada em 3 de dezembro de 2024
- «Classificação da Copa Sul Sub-20 de 2024». Federação Catarinense de Futebol. Consultado em 3 de dezembro de 2024. Cópia arquivada em 3 de dezembro de 2024
- «Regulamento da Copa Sul Sub-20 de 2024» (PDF). Federação Catarinense de Futebol. Consultado em 3 de dezembro de 2024. Cópia arquivada (PDF) em 3 de dezembro de 2024

### Específicas
1. ↑  «Artilharia da Copa Sul Sub-20 de 2024». Federação Catarinense de Futebol. Consultado em 3 de dezembro de 2024. Cópia arquivada em 3 de dezembro de 2024
2. 1 2 3  «Copa Sul começa no dia 8 de setembro e será disputada nas categorias Sub-17 e Sub-20». Federação Paranaense de Futebol. 15 de agosto de 2024. Consultado em 3 de dezembro de 2024. Cópia arquivada em 3 de dezembro de 2024
3. ↑  Paulo Alexandre (8 de setembro de 2024). «Serpente estreia com vitória na Copa Sul Sub-20». O Paraná. Consultado em 3 de dezembro de 2024. Cópia arquivada em 22 de novembro de 2024
4. ↑  «COPA SUL SUB-20 SERÁ INICIADA NA MANHÃ DESTA SEXTA-FEIRA». Federação Catarinense de Futebol. 5 de setembro de 2024. Consultado em 3 de dezembro de 2024. Cópia arquivada em 3 de dezembro de 2024
5. ↑  Anderson Davi (6 de setembro de 2024). «Marcílio goleia o Azuriz na estreia na Copa Sul sub-20». Diarinho. Consultado em 3 de dezembro de 2024. Cópia arquivada em 3 de dezembro de 2024
6. ↑  «DEFINIDO O CHAVEAMENTO DA FASE FINAL DA COPA SUL SUB-20». Federação Catarinense de Futebol. 14 de outubro de 2024. Consultado em 3 de dezembro de 2024. Cópia arquivada em 3 de dezembro de 2024
7. ↑  «CONFIRA A PROGRAMAÇÃO DAS QUARTAS DE FINAL DA COPA SUL SUB-20». Federação Catarinense de Futebol. 15 de outubro de 2024. Consultado em 3 de dezembro de 2024. Cópia arquivada em 3 de dezembro de 2024
8. ↑  «SEMIFINAL DA COPA SUL SUB-20 ESTÁ DEFINIDA». Federação Catarinense de Futebol. 30 de outubro de 2024. Consultado em 3 de dezembro de 2024. Cópia arquivada em 3 de dezembro de 2024
9. ↑  «SEMIFINAL DA COPA SUL SUB-20 INICIA NESTA TERÇA-FEIRA». Federação Catarinense de Futebol. 4 de novembro de 2024. Consultado em 3 de dezembro de 2024. Cópia arquivada em 3 de dezembro de 2024
10. ↑  «Operário enfrenta o Athletico Paranaense na semifinal da Copa Sul Sub-20». D'Ponta. 4 de novembro de 2024. Consultado em 3 de dezembro de 2024. Cópia arquivada em 3 de dezembro de 2024
11. ↑  «ATHLETICO GARANTIDO NA DECISÃO DA COPA SUL SUB-20». Club Athletico Paranaense. 11 de novembro de 2024. Consultado em 3 de dezembro de 2024. Cópia arquivada em 3 de dezembro de 2024
12. ↑  Enio Biz (8 de novembro de 2024). «Sub-20: Criciúma encara o Marcílio Dias na semifinal da Copa Sul». 4oito. Consultado em 3 de dezembro de 2024. Cópia arquivada em 3 de dezembro de 2024
13. ↑  Anderson Davi (10 de novembro de 2024). «Marcílio é derrotado pelo Criciúma na semifinal da Copa Sul sub-20». Diarinho. Consultado em 3 de dezembro de 2024. Cópia arquivada em 3 de dezembro de 2024
14. ↑  Enio Biz (14 de novembro de 2024). «Sub-20: Criciúma perde nos pênaltis e é eliminado da Copa Sul». 4oito. Consultado em 3 de dezembro de 2024. Cópia arquivada em 3 de dezembro de 2024
15. ↑  Anderson Davi (14 de novembro de 2024). «Marcílio bate o Criciúma nos pênaltis e vai à final da Copa Sul sub-20». Diarinho. Consultado em 3 de dezembro de 2024. Cópia arquivada em 3 de dezembro de 2024
16. 1 2  «DEFINIDA A PROGRAMAÇÃO DA FINAL DA COPA SUL SUB-20». Federação Catarinense de Futebol. 14 de novembro de 2024. Consultado em 3 de dezembro de 2024. Cópia arquivada em 3 de dezembro de 2024
17. ↑  Anderson Davi (18 de novembro de 2024). «Marcílio Dias recebe o Athletico-PR na primeira final da Copa Sul sub-20». Diarinho. Consultado em 3 de dezembro de 2024. Cópia arquivada em 3 de dezembro de 2024
18. ↑  «PLACAR ZERADO NO PRIMEIRO JOGO DA FINAL DA COPA SUL SUB-20». Federação Catarinense de Futebol. 18 de novembro de 2024. Consultado em 3 de dezembro de 2024. Cópia arquivada em 3 de dezembro de 2024
19. ↑  Anderson Davi (19 de novembro de 2024). «Marcílio empata com o Athletico-PR na decisão da Copa Sul sub-20». Diarinho. Consultado em 3 de dezembro de 2024. Cópia arquivada em 3 de dezembro de 2024
20. ↑  Vinicius Fernandes (19 de novembro de 2024). «Marcílio Dias e Athletico-PR ficam no zero na ida da final da Copa Sul Sub-20». Portal Brazuca. Consultado em 3 de dezembro de 2024. Cópia arquivada em 3 de dezembro de 2024
21. ↑  «Campeão do Sul! Furacão Sub-20 goleia Marcílio Dias e levanta a taça na Ligga Arena». Club Athletico Paranaense. 3 de dezembro de 2024. Consultado em 3 de dezembro de 2024. Cópia arquivada em 3 de dezembro de 2024
22. ↑  Daniel Schmidt (21 de novembro de 2024). «Marcílio Dias é vice-campeão da Copa Sul Sub-20 em campanha histórica». Esporte Campeão. Consultado em 3 de dezembro de 2024. Cópia arquivada em 3 de dezembro de 2024
23. ↑  Vinicius Fernandes (26 de novembro de 2024). «Athletico-PR conquista Copa Sul Sub-20». Portal Brazuca. Consultado em 3 de dezembro de 2024. Cópia arquivada em 3 de dezembro de 2024